# القوة هي القوة
«القوة هي القوة» (بالإنجليزية: Power Is Power)‏ هي أغنية للمغنية الأمريكية سزا والمغني الكندي ذا ويكند ومغني الراب الأمريكي ترافيس سكوت. تم إصدارها كأغنية رئيسية من الموسيقى التصويرية المصاحبة لصراع العروش، من أجل العرش، في 18 أبريل 2019.

## تاريخ الإصدار
| المنطقة          | التاريخ       | التنسيق                     | التنسيقات(ات) | م.    |
| ---------------- | ------------- | --------------------------- | ------------- | ----- |
| الولايات المتحدة | 18 أبريل 2019 | التنزيل الرقمي البث المباشر | كولومبيا      | [ 2 ] |
| الولايات المتحدة | 23 أبريل 2019 | راديو ناجح معاصر            | كولومبيا      | [ 3 ] |
| الولايات المتحدة | 23 أبريل 2019 | إيقاعي معاصر                | كولومبيا      | [ 4 ] |
| إيطاليا          | 3 مايو 2019   | راديو ناجح معاصر            | سوني          | [ 5 ] |

## وصلات خارجية
- القوة هي القوة (صوت) على يوتيوب (بالإنجليزية)
- القوة هي القوة (فيديو كلمات الأغنية) على يوتيوب (بالإنجليزية)